# Прелест
Прелест (од црквено-словенског: лест – обмана, лаж, заблуда) је стање духовне заблуде или самообмане према православној теологији. То је повреда људске природе лажју.
Православље сматра да је прелест стање свих људи, као последица првобитног греха Адама и Еве. Од тада су сви људи обманути и налазе се у лажи, имајући потребу за ослобађањем истином.
Верује се да прелест долази од демона, а онтолошки се поистовећује са самим ђаволом.